# 1980年代のSF映画の一覧
これは1980年代のSF映画の一覧である。

## 一覧

### 1980年
| 邦題 原題                                                                            | 監督                      | キャスト                                                                                   | 制作国                            | サブジャンル・備考                                                                                |
| ------------------------------------------------------------------------------------ | ------------------------- | ------------------------------------------------------------------------------------------ | --------------------------------- | ------------------------------------------------------------------------------------------------- |
| エイリアンドローム Alien Contamination                                               | ルイジ・コッツィ          | イアン・マッカロック、ルイーズ・モンロー、マーチン・マッセ                                 | 西ドイツの旗 · イタリアの旗       |                                                                                                   |
| エイリアン・デッド Alien Dead                                                        | フレッド・オレン・レイ    | リンダ・ルイス、マイク・ボナヴィア                                                         | アメリカ合衆国の旗                |                                                                                                   |
| アルタード・ステーツ/未知への挑戦 Altered States                                     | ケン・ラッセル            | ウィリアム・ハート 、ブレア・ブラウン、ドリュー・バリモア、ボブ・バラバン                  | アメリカ合衆国の旗                |                                                                                                   |
| 宇宙の7人 Battle Beyond the Stars                                                    | ジミー・ムラカミ          | リチャード・トーマス、ロバート・ヴォーン、ジョージ・ペパード                               | アメリカ合衆国の旗                |                                                                                                   |
| ヤマトよ永遠に                                                                       | 松本零士                  | 富山敬                                                                                     | 日本の旗                          | アニメ映画                                                                                        |
| 狂い咲きサンダーロード                                                               | 石井聰亙                  | 山田辰夫                                                                                   | 日本の旗                          |                                                                                                   |
| 異次元へのパスポート The Day Time Ended                                              | ジョン・カルドス          | ジム・デイヴィス、クリストファー・ミッチャム、ドロシー・マローン                           | スペインの旗 · アメリカ合衆国の旗 |                                                                                                   |
| SFデス・ブロードキャスト en:Death Watch                                              | ベルトラン・タヴェルニエ  | ロミー・シュナイダー, ハーヴェイ・カイテル                                                 | フランスの旗 · 西ドイツの旗       | 日本における別題：デス・ウォッチ                                                                  |
| スター・ウォーズ エピソード5/帝国の逆襲 Star Wars Episode V: The Empire Strikes Back | アーヴィン・カーシュナー  | マーク・ハミル、ハリソン・フォード、キャリー・フィッシャー、ジェームズ・アール・ジョーンズ | アメリカ合衆国の旗                | アカデミー特別業績賞、録音賞、サターンSF映画賞、ヒューゴー賞長編映像賞受賞。1980年興行収益第1位。 |
| 復活の日                                                                             | 深作欣二                  | 草刈正雄、ボー・スヴェンソン、オリヴィア・ハッセー                                         | 日本の旗                          | 1980年日本映画興行収益第3位。                                                                     |
| ファイナル・カウントダウン The Final Countdown                                       | ドン・テイラー            | カーク・ダグラス、マーティン・シーン、キャサリン・ロス                                     | アメリカ合衆国の旗                |                                                                                                   |
| フラッシュ・ゴードン Flash Gordon                                                    | マイク・ホッジス          | サム・ジョーンズ、メロディ・アンダーソン、トポル                                           | アメリカ合衆国の旗 · イギリスの旗 |                                                                                                   |
| ギャラクシーナ Galaxina                                                              | ウィリアム・サックス      | スティーヴン・マクト、ドロシー・ストラットン                                               | アメリカ合衆国の旗                |                                                                                                   |
| HANGER 18/ハンガー18 Hangar 18                                                       | ジェームズ・L・コンウエイ | ダーレン・マクギャヴィン、ロバート・ヴォーン、ゲイリー・コイリンズ                         | アメリカ合衆国の旗                | テレビ映画、日本での別題:SF謎の宇宙船遭遇                                                         |
| 火の鳥2772 愛のコスモゾーン                                                          | 手塚治虫 杉山卓           |                                                                                            | 日本の旗                          | アニメ映画                                                                                        |
| 遺伝子人間ボンバーマン en:The Psychotronic Man                                       | ジャック・M・セル         | ピーター・スペルソン                                                                       | アメリカ合衆国の旗                |                                                                                                   |
| ある日どこかで Somewhere in Time                                                     | ヤノット・シュワルツ      | クリストファー・リーヴ, ジェーン・シーモア                                                 | アメリカ合衆国の旗                |                                                                                                   |
| スペース・サタン Saturn 3                                                            | スタンリー・ドーネン      | ファラ・フォーセット、カーク・ダグラス、ハーヴェイ・カイテル                               | イギリスの旗 · アメリカ合衆国の旗 |                                                                                                   |
| スーパーマンII Superman II                                                           | リチャード・レスター      | クリストファー・リーヴ、ジーン・ハックマン、マーゴット・キダー                             | イギリスの旗 · アメリカ合衆国の旗 |                                                                                                   |

### 1981年
| 邦題 原題                                              | 監督                         | キャスト                                                               | 制作国                              | サブジャンル・備考 |
| ------------------------------------------------------ | ---------------------------- | ---------------------------------------------------------------------- | ----------------------------------- | ------------------ |
| ニューヨーク1997 Escape from New York                  | ジョン・カーペンター         | カート・ラッセル、リー・ヴァン・クリーフ、アーネスト・ボーグナイン     | アメリカ合衆国の旗                  |                    |
| ギャラクシー・オブ・テラー/恐怖の惑星 Galaxy of Terror | B.D. クラーク                | エドワード・アルバート、エリン・モーラン、レイ・ウォルストン           | アメリカ合衆国の旗                  |                    |
| ハートビープス/恋するロボットたち Heartbeeps           | アラン・アーカッシュ         | アンディ・カウフマン、バーナデット・ピーターズ、ランディ・クエイド     | アメリカ合衆国の旗                  |                    |
| ヘビー・メタル Heavy Metal                             | ジェラルド・パッタートン     | （声）ハロルド・ライミス、 ジャッキー・バロウズ、ジョン・キャンディ    | アメリカ合衆国の旗 · カナダの旗     | アニメ映画         |
| 縮みゆく女 The Incredible Shrinking Woman              | ジョエル・シュマッカー       | リリー・トムリン、チャールズ・グローディン、ネッド・ビーティ           | アメリカ合衆国の旗                  |                    |
| ルッカー Looker                                        | マイケル・クライトン         | アルバート・フィニー、ジェームズ・コバーン、スーザン・デイ             | アメリカ合衆国の旗                  |                    |
| マッドマックス2 Mad Max 2: The Road Warrior            | ジョージ・ミラー             | メル・ギブソン                                                         | オーストラリアの旗                  |                    |
| ラスト・カーチェイス en:The Last Chase                 | マーティン・バーク           | リー・メジャース, バージェス・メレディス                               | アメリカ合衆国の旗                  |                    |
| 鏡の国の"D" Memoirs of a Survivor                      | デヴィッド・グラッドウェル   | ジュリー・クリスティ, クリストファー・ガード                           | イギリスの旗                        |                    |
| 第三惑星の秘密 Mystery of the Third Planet             | ロマン・カチャーノフ         |                                                                        | ソビエト連邦の旗                    | アニメ映画         |
| スキャナーズ Scanners                                  | デヴィッド・クローネンバーグ | スティーヴン・ラック、ジェニファー・オニール、パトリック・マクグーハン | カナダの旗                          |                    |
| Visitors from the Galaxy                               | Dusan Vukotic                | Ljubisa Samardzic, Ivana Andrlová, Cvijeta Mesic                       | セルビアの旗 · チェコスロバキアの旗 |                    |

### 1982年
| 邦題 原題                                                     | 監督                                 | キャスト                                                                                | 制作国                                   | サブジャンル・備考 |
| ------------------------------------------------------------- | ------------------------------------ | --------------------------------------------------------------------------------------- | ---------------------------------------- | --- |
| 近未来戦士テキサス2020年 Anno 2020 - I gladiatori del futuro  | ジョー・ダマト                       | ハリソン・ミューラー、アル・クライヴァー、ダニエル・スティーヴン                        | イタリアの旗                             | |
| アンドロイド Android                                          | アーロン・リップスタッド             | クラウス・キンスキー、ブリー・ハワード、ノーバート・ウェイサー                          | アメリカ合衆国の旗                       | |
| バトルトラック Battletruck                                    | ハーレイ・コークリス                 | マイケル・ベック、アニー・マッケンロー、ジェームズ・ウェインライト                      | アメリカ合衆国の旗                       | |
| ブレードランナー Blade Runner                                 | リドリー・スコット                   | ハリソン・フォード、ルトガー・ハウアー、ショーン・ヤング                                | アメリカ合衆国の旗                       | ヒューゴー賞長編映像賞、 英国アカデミー賞 撮影賞、衣装賞、美術賞受賞。                                                         |
| 爆裂都市 BURST CITY                                           | 石井聰亙                             | 陣内孝則、大江慎也                                                                      | 日本の旗                                 | |
| Chronopolis                                                   | Piotr Kamler                         |                                                                                         | フランスの旗                             | アニメ映画 |
| E.T. E.T. the Extra-Terrestrial                               | スティーヴン・スピルバーグ           | ヘンリー・トーマス、ディー・ウォレス、ピーター・コヨーテ                                | アメリカ合衆国の旗                       | 1982年興行収益第一位。 視覚効果賞、録音賞、音響編集賞、作曲賞、 ゴールデングローブ賞 作品賞 (ドラマ部門)、サターンSF映画賞受賞 |
| 真夜中の極秘実験 Endangered Species                           | アラン・ルドルフ                     | ロバート・ユーリック、ジョベス・ウィリアムズ、ポール・ドゥーリイ                        | アメリカ合衆国の旗                       | |
| 禁断の惑星エグザビア Forbidden World                          | アラン・ホルツマン                   | ジェシー・ヴィント、ジューン・チャドウィック                                            | アメリカ合衆国の旗                       | |
| 悪魔の受胎 Inseminoid                                         | ノーマン・J.ウォーレン               | ジュディ・ギーソン、ロビン・クラーク、ジェニファー・アシュレイ                          | イギリスの旗                             | |
| 幻の湖                                                        | 橋本忍                               | 南條玲子                                                                                | 日本の旗                                 | |
| メガフォース Megaforce                                        | ハル・ニーダム                       | バリー・ボストウィック、パーシス・カンバッタ、マイケル・ベック                          | アメリカ合衆国の旗                       | |
| マッド・ファイター The New Barbarians                         | エンツォ・G・カステラーリ            | フレッド・ウィリアムソン、アンナ・カナスキ、ヴェナンチーノ・ヴェナンチーニ              | イタリアの旗                             | 別題Warriors of the Wasteland                                                                                                  |
| スタートレックII カーンの逆襲 Star Trek II: The Wrath of Khan | ニコラス・メイヤー                   | ウィリアム・シャトナー、 レナード・ニモイ、デフォレスト・ケリー、ジェームズ・ドゥーアン | アメリカ合衆国の旗                       | サターン賞監督賞、主演男優賞受賞。                                                                                             |
| 怪人スワンプ・シング 影のヒーロー Swamp Thing                 | ウェス・クレイヴン、Walter von Huene | ルイ・ジュールダン、エイドリアン・バーボー、レイ・ワイズ                                | アメリカ合衆国の旗                       | |
| 遊星からの物体X The Thing                                     | ジョン・カーペンター                 | カート・ラッセル、ウィルフォード・ブリムリー、T・K・カーター                            | アメリカ合衆国の旗                       | 『遊星よりの物体X』のリメイク                                                                                                  |
| 時の支配者 The Time Masters                                   | ルネ・ラルー                         |                                                                                         | 西ドイツの旗 · フランスの旗 · スイスの旗 | アニメ映画 |
| 宇宙からのツタンカーメン Time Walker                          | トム・ケネディ                       | ベン・マーフィー、ニナ・アクセルロッド、ケヴィン・ブロフィ                              | アメリカ合衆国の旗                       | |
| トロン Tron                                                   | スティーブン・リズバーガー           | ジェフ・ブリッジス、ブルース・ボックスライトナー、デヴィッド・ワーナー                  | アメリカ合衆国の旗                       | サターン賞衣装デザイン賞受賞                                                                                                   |
| スローター・ゲーム Turkey Shoot                               | ブライアン・トレンチャード＝スミス   | スティーヴ・レイルズバック、オリヴィア・ハッセー、マイケル・クレイグ                    | オーストラリアの旗                       | |
| ヴィデオドローム Videodrome                                   | デヴィッド・クローネンバーグ         | ジェームズ・ウッズ、ソーニャ・スミッツ、デボラ・ハリー                                  | カナダの旗                               | |
| 超能力学園Z Zapped!                                           | ロバート・J・ローゼンタール          | スコット・バイオ、ウィリー・エイムズ、ロバート・マンダン                                | アメリカ合衆国の旗                       | |

### 1983年
| 邦題 原題                                                                            | 監督                                                                             | キャスト                                                                                 | 制作国                                   | サブジャンル・備考                                                                                            |
| ------------------------------------------------------------------------------------ | -------------------------------------------------------------------------------- | ---------------------------------------------------------------------------------------- | ---------------------------------------- | --- |
| ブロンクス・ウォリアーズ/1990年の戦士 1990: The Bronx Warriors                       | エンツォ・G・カステラーリ                                                        | ヴィック・モロー、クリストファー・コネリー、フレッド・ウィリアムソン                     | イタリアの旗                             | |
| サイボーグ・ハンター/ニューヨーク2019年 2019, After the Fall of New York             | セルジオ・マルティノ                                                             | マイケル・ソプキー、ヴァレンタイン・モニエ、アナ・カナキス                               | イタリアの旗 · フランスの旗              | |
| Anna to the Infinite Power                                                           | Robert Wiemer                                                                    | マーサ・バーン、ディナ・メリル                                                           | アメリカ合衆国の旗                       | |
| The Atlantis Interceptors                                                            | ルッジェロ・デオダート                                                           | Ivan Rassimov                                                                            | イタリアの旗                             | |
| Born in Flames                                                                       | リジー・ボーデン                                                                 | ジョアンナ・サターフィールド、アデレ・ベルテイ、ベッキー・ジョンストン                   | アメリカ合衆国の旗                       | |
| ブレインストーム Brainstorm                                                          | ダグラス・トランブル                                                             | クリストファー・ウォーケン、ナタリー・ウッド、ルイーズ・フレッチャー                     | アメリカ合衆国の旗                       | |
| ブレイン・ウェイブス/悪夢の生体実験 BrainWaves                                       | ウーリー・ロメル                                                                 | キア・デュリア, スザンナ・ラヴ                                                           | アメリカ合衆国の旗                       | [ 1 ] |
| レスリー・ニールセンの裸の宇宙銃を持つ男 en:The Creature Wasn't Nice                 | ブルース・キンメル                                                               | レスリー・ニールセン, シンディ・ウィリアムズ                                             | アメリカ合衆国の旗                       | 日本での別題：SFエイリアン天国 裸の宇宙銃を持つ男                                                             |
| クラッシャージョウ                                                                   | 安彦良和                                                                         |                                                                                          | 日本の旗                                 | アニメ映画 |
| 宇宙戦艦ヤマト 完結編                                                                | 勝間田具治、西崎義展                                                             |                                                                                          | 日本の旗                                 | アニメ映画 |
| だいじょうぶマイ・フレンド                                                           | 村上龍                                                                           | ピーター・フォンダ                                                                       | 日本の旗                                 | |
| デッドゾーン The Dead Zone                                                           | デヴィッド・クローネンバーグ                                                     | クリストファー・ウォーケン、ブルック・アダムス、トム・スケリット                         | アメリカ合衆国の旗                       | |
| デッドリー・スポーン The Deadly Spawn                                                | ダグラス・マッケオン                                                             | チャールス・ジョージ・ヒルデブラント、トム・デフランコ、リチャード・リー・ポーター       | アメリカ合衆国の旗                       | |
| 核戦士シャノン Endgame                                                               | ジョー・ダマト                                                                   | アル・クライヴァー, モイラ・チェン                                                       | イタリアの旗                             | |
| ブロンクスからの脱出 en:Escape from the Bronx                                        | エンツォ・G・カステラーリ                                                        | マーク・グレゴリー, ヘンリー・シルヴァ                                                   | イタリアの旗                             | |
| ハロウィン3 Halloween III: Season of the Witch                                       | トミー・リー・ウォーレス                                                         | トム・アトキンス、ステイシー・ネルキン、ダン・オハーリー                                 | アメリカ合衆国の旗                       | |
| バトルランナー2030 Le Prix du Danger                                                 | イヴ・ボワッセ                                                                   | ジェラール・ランヴァン、ミシェル・ピコリ、マリー＝フランス・ピジェ                       | フランスの旗                             | |
| 最後の戦い Le Dernier Combat                                                         | リュック・ベッソン                                                               | ピエール・ジョリヴェ、ジャン・レノ、フリッツ・ヴェッパー                                 | フランスの旗                             | |
| リキッド・スカイ Liquid Sky                                                          | スラバ・ツッカーマン                                                             | アン・カーライル、パーラ・シェパード、スーザン・ドーカス                                 | アメリカ合衆国の旗                       | |
| メタル・ストーム Metalstorm: The Destruction of Jared-Syn                            | チャールズ・バンド                                                               | ジェエフリー・バイロン、ティム・トマースン、ケリー・プレストン                           | アメリカ合衆国の旗                       | |
| ロックン・ルール Rock & Rule                                                         | クライヴ・A・スミス                                                              | ドン・フランク, スーザン・ローマン                                                       | カナダの旗                               | アニメ映画 |
| スター・ウォーズ エピソード6/ジェダイの帰還 Star Wars Episode VI: Return of the Jedi | リチャード・マーカンド                                                           | マーク・ハミル、ハリソン・フォード、キャリー・フィッシャー、ビリー・ディー・ウィリアムズ | アメリカ合衆国の旗                       | アカデミー特別業績賞(視覚効果に対して)、サターンSF映画賞、ヒューゴー賞長編映像賞受賞。 1983年興行収益第一位。 |
| さよならジュピター                                                                   | 橋本幸治                                                                         | 三浦友和                                                                                 | 日本の旗                                 | |
| スペース・レイダース Space Raiders                                                   | ハワード・R・コーエン                                                            | ヴィンス・エドワーズ、デヴィッド・メンデンホール、パッツィ・ピース                       | アメリカ合衆国の旗                       | |
| スペース・ハンター Spacehunter: Adventures in the Forbidden Zone'                    | ラモント・ジョンソン                                                             | ピーター・ストラウス、モリー・リングウォルド、アーニー・ハドソン                         | アメリカ合衆国の旗                       | |
| ストレンジ・インベーダーズ Strange Invaders                                          | マイケル・ローリン                                                               | ポール・ル・マット、ナンシー・アレン、ダイアナ・スカーウィッド                           | カナダの旗 · アメリカ合衆国の旗          | |
| 時をかける少女                                                                       | 大林宣彦                                                                         | 原田知世、高柳良一                                                                       | 日本の旗                                 | |
| トワイライトゾーン/超次元の体験 Twilight Zone: The Movie                             | ジョー・ダンテ、ジョン・ランディス、スティーヴン・スピルバーグ、ジョージ・ミラー | ダン・エイクロイド、ジェフ・バニスター、パトリシア・バリー                               | アメリカ合衆国の旗                       | |
| ヴィデオドローム Videodrome                                                          | デヴィッド・クローネンバーグ                                                     | ジェームズ・ウッズ, デボラ・ハリー                                                       | カナダの旗                               | |
| 近未来戦争/オメガ帝国の崩壊 Warrior of the Lost World                                | デイヴィッド・ワース                                                             | ロバート・ギンティ                                                                       | イタリアの旗                             | |
| SFザ・ウェーブ/地球外生物からのSOS! Wavelength                                       | マイク・グレイ                                                                   | ロバート・キャラダイン、チェリー・カリー、キーナン・ウィン                               | アメリカ合衆国の旗                       | |
| エクストロ en:Xtro                                                                   | ハリー・ブロムリー・ダヴェンポート                                               | フィリップ・セイヤー, バーニス・ステジャース                                             | イギリスの旗                             | |
| 未来から来たハンター ヨオ Yor, the Hunter from the Future'                           | アントニオ・マルゲリーティ                                                       | レブ・ブラウン、コリンヌ・クレリー、ジョン・スタイナー                                   | イタリアの旗 · フランスの旗 · トルコの旗 | |

### 1984年
| 邦題 原題                                                                                        | 監督                       | キャスト                                                                           | 制作国             | サブジャンル・備考                               |
| ------------------------------------------------------------------------------------------------ | -------------------------- | ---------------------------------------------------------------------------------- | ------------------ | ------------------------------------------------ |
| 1984                                                                                             | マイケル・ラドフォード     | ジョン・ハート、リチャード・バートン、スザンナ・ハミルトン                         | イギリスの旗       |                                                  |
| 2010年 2010                                                                                      | ピーター・ハイアムズ       | ロイ・シャイダー、ジョン・リスゴー、ヘレン・ミレン                                 | アメリカ合衆国の旗 | ヒューゴー賞長編映像賞受賞。                     |
| バカルー・バンザイの8次元ギャラクシー The Adventures of Buckaroo Banzai Across the 8th Dimension | W.D. リヒター              | ピーター・ウェラー、ジョン・リスゴー                                               | アメリカ合衆国の旗 |                                                  |
| ブラザー・フロム・アナザー・プラネット The Brother from Another Planet                           | ジョン・セイルズ           | ジョー・モートン、ダリル・エドワーズ、スティーヴ・ジェームズ                       | アメリカ合衆国の旗 |                                                  |
| ドリームスケープ Dreamscape                                                                      | ジョセフ・ルーベン         | デニス・クエイド、マックス・フォン・シドー、クリストファー・プラマー               | アメリカ合衆国の旗 |                                                  |
| デューン/砂の惑星 Dune                                                                           | デヴィッド・リンチ         | カイル・マクラクラン、ホセ・フェラー、フランチェスカ・アニス、ブラッド・ドゥーリフ | アメリカ合衆国の旗 |                                                  |
| エレクトリック・ドリーム Electric Dreams                                                         | スティーヴ・バロン         | レニー・フォン・ドーレン, ヴァージニア・マドセン                                   | アメリカ合衆国の旗 |                                                  |
| エレメント・オブ・クライム The Element of Crime                                                  | ラース・フォン・トリアー   | マイケル・エルフィック、エスモンド・ナイト、メ・メ・レイ                           | デンマークの旗     |                                                  |
| 炎の少女チャーリー Firestarter                                                                   | マーク・L・レスター        | デヴィッド・キース、ジョージ・C・スコット、ドリュー・バリモア                      | アメリカ合衆国の旗 |                                                  |
| ゴーストバスターズ Ghostbusters                                                                  | アイヴァン・ライトマン     | ビル・マーレイ、ダン・エイクロイド、シガニー・ウィーバー                           | アメリカ合衆国の旗 |                                                  |
| 未来帝国ローマ I Guerrieri dell'anno 2072                                                        | ルチオ・フルチ             | ジャレッド・マーティン、フレッド・ウィリアムソン、ハワード・ロス                   | イタリアの旗       |                                                  |
| アイスマン Iceman                                                                                | フレッド・スケピシ         | ティモシー・ハットン、リンゼイ・クローズ、ジョン・ローン                           | アメリカ合衆国の旗 |                                                  |
| スペース・パイレーツ The Ice Pirates                                                             | スチュワート・ラフィル     | ロバート・ユーリック、メアリー・クロスビー、マイケル・D・ロバーツ                  | アメリカ合衆国の旗 |                                                  |
| インパルス!暴走する脳 Impulse                                                                    | グラハム・ベイカー         | ティム・マシスン、メグ・ティリー、ヒューム・クローニン                             | アメリカ合衆国の旗 |                                                  |
| スター・ファイター The Last Starfighter                                                          | ニック・キャッスル         | ランス・ゲスト、ロバート・プレストン、ダン・オハーリー                             | アメリカ合衆国の旗 |                                                  |
| SF新世紀レンズマン                                                                               | 川尻善昭                   |                                                                                    | 日本の旗           | アニメ映画                                       |
| 超時空要塞マクロス 愛・おぼえていますか                                                          | 石黒昇 河森正治            |                                                                                    | 日本の旗           | テレビアニメ『超時空要塞マクロス』の劇場用作品。 |
| スペースノア Das Arche Noah Prinzip                                                              | ローランド・エメリッヒ     | リッキー・ミューラー、フランツ・ブーフライザー、ニコラス・ランスキー               | 西ドイツの旗       | 英題: “The Noah's Ark Principle”                 |
| ナイト・オブ・ザ・コメット Night of the Comet                                                    | トム・エバーハード         | キャサリン・スチュアート、ケリー・マロニー、 ロバート・ベルトラン                  | アメリカ合衆国の旗 |                                                  |
| フィラデルフィア・エクスペリメント The Philadelphia Experiment                                   | スチュワート・ラフィル     | マイケル・パレ、ナンシー・アレン、エリック・クリスマス                             | アメリカ合衆国の旗 |                                                  |
| レポマン Repo Man                                                                                | アレックス・コックス       | ハリー・ディーン・スタントン、エミリオ・エステベス、オリビア・バラシュ             | アメリカ合衆国の旗 |                                                  |
| 未来警察 Runaway                                                                                 | マイケル・クライトン       | トム・セレック、シンシア・ローズ、ジーン・シモンズ                                 | アメリカ合衆国の旗 |                                                  |
| ゴジラ The Return of Godzilla                                                                    | 橋本幸治                   | 田中健、沢口靖子、宅麻伸                                                           | 日本の旗           |                                                  |
| SFバイオワールド/女帝国の謎 Sexmisja                                                             | ジュリアス・マチュルスキー | オルジード・ルカセウィッツ、 ジェルジ・スツール、Hanna Stankówna                   | ポーランドの旗     | 英題:”Sexmission”                                |
| スタートレックIII ミスター・スポックを探せ! Star Trek III: The Search for Spock                  | レナード・ニモイ           | ウィリアム・シャトナー、レナード・ニモイ、デフォレスト・ケリー                     | アメリカ合衆国の旗 |                                                  |
| スターマン/愛・宇宙はるかに Starman                                                              | ジョン・カーペンター       | ジェフ・ブリッジス、カレン・アレン、 チャールズ・マーティン・スミス                | アメリカ合衆国の旗 |                                                  |
| ターミネーター The Terminator                                                                    | ジェームズ・キャメロン     | アーノルド・シュワルツェネッガー、マイケル・ビーン、 リンダ・ハミルトン            | アメリカ合衆国の旗 | サターンSF映画賞受賞                             |

### 1985年
| 邦題 原題                                                      | 監督                                     | キャスト                                                                               | 制作国                            | サブジャンル・備考                                                                          |
| -------------------------------------------------------------- | ---------------------------------------- | -------------------------------------------------------------------------------------- | --------------------------------- | ------------------------------------------------------------------------------------------- |
| オーロラ・エンカウンター The Aurora Encounter                  | ジム・マックロー                         | ジャック・イーラム, キャロル・バグダサリアン                                           | アメリカ合衆国の旗                | [ 1 ]                                                                                       |
| バック・トゥ・ザ・フューチャー Back to the Future              | ロバート・ゼメキス                       | マイケル・J・フォックス、クリストファー・ロイド、クリスピン・グローヴァー              | アメリカ合衆国の旗                | アカデミー音響編集賞、サターンSF映画賞、ヒューゴー賞長編映像賞受賞。 同年の興行収益第一位。 |
| 未来世紀ブラジル Brazil                                        | テリー・ギリアム                         | ジョナサン・プライス、マイケル・ペイリン、キム・グライスト、ロバート・デ・ニーロ       | イギリスの旗                      | 英国アカデミー賞プロダクションデザイン賞、特殊視覚効果賞受賞                                |
| SF/攻防都市 City Limits                                        | アーロン・リップスタッド                 | ダレル・ラーソン、ジョン・ストックウェル、キム・キャトラル                             | アメリカ合衆国の旗                |                                                                                             |
| コクーン Cocoon                                                | ロン・ハワード                           | ドン・アメチー、ウィルフォード・ブリムリー、ヒューム・クローニン                       | アメリカ合衆国の旗                |                                                                                             |
| ダリル D.A.R.Y.L.                                              | サイモン・ウィンサー                     | メアリー・ベス・ハート、マイケル・マッキーン、キャスリン・ウォーカー                   | アメリカ合衆国の旗                |                                                                                             |
| 死霊のえじき Day of the Dead                                   | ジョージ・A・ロメロ                      | ロリ・カーディル, リチャード・リバティー, ジョン・アンプラス                           | アメリカ合衆国の旗                |                                                                                             |
| SFダンジョン・マスター 魔界からの脱出 The Dungeonmaster        | デイヴ・アレン チャールズ・バンド        | ジェフリー・バイロン、レスリー・ウィング、リチャード・モル                             | アメリカ合衆国の旗                |                                                                                             |
| 第5惑星 Enemy Mine                                             | ウォルフガング・ペーターゼン             | デニス・クエイド、ルイス・ゴセット・ジュニア、ブライオン・ジェームズ                   | アメリカ合衆国の旗                |                                                                                             |
| エクスプロラーズ Explorers                                     | ジョー・ダンテ                           | イーサン・ホーク、リヴァー・フェニックス                                               | アメリカ合衆国の旗                |                                                                                             |
| スペースバンパイア Lifeforce                                   | トビー・フーパー                         | スティーヴ・レイルズバック、ピーター・ファース、マチルダ・メイ                         | イギリスの旗 · アメリカ合衆国の旗 |                                                                                             |
| マッドマックス/サンダードーム Mad Max Beyond Thunderdome       | ジョージ・オギルヴィー、ジョージ・ミラー | メル・ギブソン、ティナ・ターナー                                                       | オーストラリアの旗                |                                                                                             |
| モロン Morons from Outer Space                                 | マイク・ホッジス                         | メル・スミス、グリフ・リース・ジョーンズ、ポール・ブラウン                             | イギリスの旗                      |                                                                                             |
| マイ・サイエンス・プロジェクト My Science Project              | ジョナサン・ベテュエル                   | ジョン・ストックウェル、フィッシャー・スティーヴンス、ラファエル・スバージ             | アメリカ合衆国の旗                |                                                                                             |
| オーディーン 光子帆船スターライト                              | 白土武、山本暎一 舛田利雄(総監督)        |                                                                                        | 日本の旗                          | アニメ映画                                                                                  |
| クワイエット・アース The Quiet Earth                           | ジェフ・マーフィー                       | ブルーノ・ローレンス、アリソン・ルートレッジ                                           | ニュージーランドの旗              |                                                                                             |
| 天才アカデミー Real Genius                                     | マーサ・クーリッジ                       | ヴァル・キルマー、ガブリエル・ジャレット                                               | アメリカ合衆国の旗                |                                                                                             |
| ZOMBIO/死霊のしたたり Re-Animator                              | スチュアート・ゴードン                   | ジェフリー・コムズ, ブルース・アボット, バーバラ・クランプトン                         | アメリカ合衆国の旗                |                                                                                             |
| シヴァの判断 Shiva Ka Insaaf                                   |                                          | ジャッキー・シュロフ、プーナン・ディロン、ガルシャン・グローバー、シャクティ・カプール | インドの旗                        |                                                                                             |
| スターチェイサー オーリンの伝説 Starchaser: The Legend of Orin | スティーヴン・ハーン                     | （声）ジョー・コリガン、アンソニー・デロンギス                                         | アメリカ合衆国の旗                | アニメ映画                                                                                  |
| ときめきサイエンス Weird Science                               | ジョン・ヒューズ                         | アンソニー・マイケル・ホール、ケリー・ルブロック、イラン・ミッチェル＝スミス           | アメリカ合衆国の旗                |                                                                                             |

### 1986年
| 邦題 原題                                                     | 監督                               | キャスト                                                               | 制作国                          | サブジャンル・備考                                                                   |
| ------------------------------------------------------------- | ---------------------------------- | ---------------------------------------------------------------------- | ------------------------------- | ------------------------------------------------------------------------------------ |
| エイリアン2 Aliens                                            | ジェームズ・キャメロン             | シガニー・ウィーバー、マイケル・ビーン、ランス・ヘンリクセン           | アメリカ合衆国の旗              | アカデミー視覚効果賞、サターンSF映画賞、ヒューゴー賞長編映像賞受賞。                 |
| SFバイオノイド Annihilator                                    | マイケル・チャップマン             | マーク・リンゼイ・チャップマン、スーザン・ブレイクリー、リサ・ブロント | アメリカ合衆国の旗              | テレビ映画                                                                           |
| クリッター Critters                                           | スティーヴン・ヘレク               | ディー・ウォレス、M・エメット・ウォルシュ、ビリー・グリーン・ブッシュ  | アメリカ合衆国の旗              |                                                                                      |
| 地獄の脱出/デッド・エンド Dead End Drive-In                   | ブライアン・トレンチャード＝スミス | ネッド・マニング、ナタリー・マッカリー、ピーター・ホイットフォード     | オーストラリアの旗              |                                                                                      |
| デッドリー・フレンド Deadly Friend                            | ウェス・クレイヴン                 | マシュー・ラボルトー、クリスティ・スワンソン、マイケル・シャレット     | アメリカ合衆国の旗              |                                                                                      |
| エリミネーターズ Eliminators                                  | ピーター・マヌージアン             | アンドリュー・プライン、デニーズ・クロスビー、パトリック・レイノルズ   | アメリカ合衆国の旗              |                                                                                      |
| ナビゲイター Flight of the Navigator                          | ランダル・クレイザー               | ジョーイ・クレイマー 、ヴェロニカ・カートライト、クリフ・デ・ヤング    | アメリカ合衆国の旗              |                                                                                      |
| ザ・フライ The Fly                                            | デヴィッド・クローネンバーグ       | ジェフ・ゴールドブラム、ジーナ・デイヴィス、ジョン・ゲッツ             | アメリカ合衆国の旗 · カナダの旗 | アカデミーメイクアップ賞受賞。                                                       |
| Gröna gubbar från Y.R.                                        | Hans Hatwig                        | Carl Billquist, Curt Broberg, Åsa Dahlenborg                           | スウェーデンの旗                |                                                                                      |
| ハワード・ザ・ダック/暗黒魔王の陰謀 Howard the Duck           | ウィラード・ハイク                 | リー・トンプソン、ジェフリー・ジョーンズ、ティム・ロビンス             | アメリカ合衆国の旗              | ゴールデンラズベリー賞最低作品賞（タイ）、最低脚本賞、最低新人賞、最低視覚賞を受賞。 |
| スペースインベーダー Invaders from Mars                       | トビー・フーパー                   | カレン・ブラック、ハンター・カーソン、ティモシー・ボトムズ             | アメリカ合衆国の旗              |                                                                                      |
| 不思議惑星キン・ザ・ザ Kin-dza-dza!                           | ゲオルギー・ダネリヤ               |                                                                        | ソビエト連邦の旗                |                                                                                      |
| 地獄のデビルトラック Maximum Overdrive                        | スティーヴン・キング               | エミリオ・エステベス、パット・ヒングル、ローラ・ハリントン             | アメリカ合衆国の旗              |                                                                                      |
| クリープス Night of the Creeps                                | フレッド・デッカー                 | ジェーソン・リブリー、スティーヴ・マーシャル、ジル・ウィトロー         | アメリカ合衆国の旗              |                                                                                      |
| プロジェクトA子                                               | 西島克彦                           |                                                                        | 日本の旗                        | アニメ映画                                                                           |
| ショート・サーキット Short Circuit                            | ジョン・バダム                     | アリー・シーディ、スティーヴ・グッテンバーグ                           | アメリカ合衆国の旗              |                                                                                      |
| SF異星獣ガー Star Crystal                                     | ランス・リンゼイ                   | C・ジャトソン・キャンベル、フェイ・ボルト、ジョン・W・スミス           | アメリカ合衆国の旗              |                                                                                      |
| スタートレックIV 故郷への長い道 Star Trek IV: The Voyage Home | レナード・ニモイ                   | ウィリアム・シャトナー、レナード・ニモイ、デフォレスト・ケリー         | アメリカ合衆国の旗              |                                                                                      |
| テラービジョン TerrorVision                                   | テッド・ニコラウ                   | ダイアン・フランクリン、ゲリット・グレアム、メアリー・ウォロノフ       | アメリカ合衆国の旗              |                                                                                      |
| タイム・アバンチュール 絶頂5秒前                              | 滝田洋二郎                         | 田中こずえ、杉田かおり                                                 | 日本の旗                        | 日活ロマンポルノ                                                                     |
| トランスフォーマー ザ・ムービー The Transformers: The Movie   | ネルソン・シン                     | レナード・ニモイ、ロバート・スタック、ジャド・ネルソン                 | アメリカ合衆国の旗              | アニメ映画                                                                           |
| 処刑ライダー The Wraith                                       | マイク・マーヴィン                 | チャーリー・シーン、ニック・カサヴェテス、 ランディ・クエイド          | アメリカ合衆国の旗              |                                                                                      |
| SFゾーン・トゥルーパーズ Zone Troopers                        | ダニー・ブルソン                   | ティム・トマーソン、ティモシー・ヴァン・パタン                         | アメリカ合衆国の旗              |                                                                                      |

### 1987年
| 邦題 原題                                                | 監督                                             | キャスト                                                                             | 制作国               | サブジャンル・備考                                                   |
| -------------------------------------------------------- | ------------------------------------------------ | ------------------------------------------------------------------------------------ | -------------------- | -------------------------------------------------------------------- |
| ニューヨーク東8番街の奇跡 Batteries not included         | マシュー・ロビンス                               | ヒューム・クローニン、ジェシカ・タンディ、フランク・マクレー                         | アメリカ合衆国の旗   |                                                                      |
| 首都消失                                                 | 舛田利雄                                         | 渡瀬恒彦、名取裕子、山下真司                                                         | 日本の旗             |                                                                      |
| バッド・テイスト Bad Taste                               | ピーター・ジャクソン                             | ピーター・ジャクソン、マイク・ミネット、ピート・オハーン                             | ニュージーランドの旗 |                                                                      |
| チェリー2000 Cherry 2000                                 | スティーヴ・デ・ジャーナット                     | メラニー・グリフィス、デイヴィッド・アンドリュース                                   | アメリカ合衆国の旗   |                                                                      |
| The Curse                                                | デヴィッド・チャスキン、デヴィッド・キース       | ウィル・ウィトン、クロード・エイキンズ、マルコム・ダナレ                             | アメリカ合衆国の旗   |                                                                      |
| ヒドゥン The Hidden                                      | ジャック・ショルダー                             | マイケル・ヌーリー、カイル・マクラクラン 、エド・オーロス                            | アメリカ合衆国の旗   |                                                                      |
| インナースペース Innerspace                              | ジョー・ダンテ                                   | デニス・クエイド、マーティン・ショート、メグ・ライアン                               | アメリカ合衆国の旗   | アカデミー視覚効果賞受賞。                                           |
| キンドレッド The Kindred                                 | スティーヴン・カーペンター、ジェフリー・オブロウ | デヴィッド・アレン・ブルックス、ロッド・スタイガー、キム・ハンター                   | アメリカ合衆国の旗   |                                                                      |
| マスターズ/超空の覇者 Masters of the Universe            | ゲイリー・ゴダード                               | ドルフ・ラングレン、フランク・ランジェラ、メグ・フォスター                           | アメリカ合衆国の旗   |                                                                      |
| Mr.インディア Mr. India                                  | シェーカル・カプール                             | Anil Kapoor, Sridevi                                                                 | インドの旗           | ボリウッド映画                                                       |
| Not Quite Human                                          | スティーヴン・ヒラード・スターン                 | アラン・シック、ジャイ・アンダーウッド、 クリスティ・スワンソン                      | アメリカ合衆国の旗   | テレビ映画                                                           |
| プレデター Predator                                      | ジョン・マクティアナン                           | アーノルド・シュワルツェネッガー、カール・ウェザーズビー、エルピディア・カリロ       | アメリカ合衆国の旗   |                                                                      |
| ロボコップ RoboCop                                       | ポール・バーホーベン                             | ピーター・ウェラー、ナンシー・アレン、ロニー・コックス                               | アメリカ合衆国の旗   | アカデミー特別業績賞（音響効果編集に対して）、サターンSF映画賞受賞。 |
| バトルランナー The Running Man                           | ポール・マイケル・グレイザー                     | アーノルド・シュワルツェネッガー、マリア・コンチータ・アロンゾ、リチャード・ドーソン | アメリカ合衆国の旗   | スティーヴン・キング『バトルランナー』の映画化                       |
| スペースボール Spaceballs                                | メル・ブルックス                                 | メル・ブルックス、ジョン・キャンディ、リック・モラニス                               | アメリカ合衆国の旗   |                                                                      |
| スーパーマンIV 最強の敵 Superman IV: The Quest for Peace | シドニー・J・フューリー                          | クリストファー・リーヴ、ジーン・ハックマン、ジャッキー・クーパー                     | アメリカ合衆国の旗   |                                                                      |
| 妖獣都市 Wicked City                                     | 川尻善昭                                         |                                                                                      | 日本の旗             | アニメ映画                                                           |

### 1988年
| 邦題 原題                                                | 監督                         | キャスト                                                                   | 制作国                            | サブジャンル・備考   |
| -------------------------------------------------------- | ---------------------------- | -------------------------------------------------------------------------- | --------------------------------- | -------------------- |
| AKIRA Akira                                              | 大友克洋                     |                                                                            | 日本の旗                          | アニメ映画           |
| エイリアン from L.A. Alien from L.A.                     | アルバート・ピュン           | キャシー・アイアランド、トム・マシューズ、ドン・マイケル・ポール           | アメリカ合衆国の旗                |                      |
| エイリアン・ネイション Alien Nation                      | グラハム・ベイカー           | ジェームズ・カーン、マンディ・パティンキン、テレンス・スタンプ             | アメリカ合衆国の旗                | サターンSF映画賞受賞 |
| ブロブ/宇宙からの不明物体 The Blob                       | チャック・ラッセル           | ケヴィン・ディロン、ショウニー・スミス、ドノヴァン・リーチ                 | アメリカ合衆国の旗                | 5                    |
| クリッター2 Critters 2: The Main Course                  | ミック・ギャリス             | スコット・グライムス、ドン・オッパー、リアーヌ・アレクサンドラ・カーティス | アメリカ合衆国の旗                |                      |
| ボクの彼女は地球人 Earth Girls Are Easy                  | ジュリアン・テンプル         | ジーナ・デイヴィス、ジェフ・ゴールドブラム、ジュリー・ブラウン             | アメリカ合衆国の旗 · イギリスの旗 |                      |
| キラー・クラウン Killer Klowns from Outer Space          | スティーヴン・キオド         | グラント・クレイマー、スザンヌ・シュナイダー、ジョン・アレン・ネルソン     | アメリカ合衆国の旗                |                      |
| ガンダーラ Light Years                                   | ルネ・ラルー                 |                                                                            | フランスの旗                      | アニメ映画           |
| ミラクル・マイル Miracle Mile                            | スティーヴ・デ・ジャーナット | アンソニー・エドワーズ、メア・ウィニンガム、ジョン・エイガー               | アメリカ合衆国の旗                |                      |
| 花嫁はエイリアン My Stepmother Is an Alien               | リチャード・ベンジャミン     | キム・ベイシンガー、ダン・エイクロイド、アリソン・ハニガン                 | アメリカ合衆国の旗                |                      |
| ショート・サーキット2 がんばれ!ジョニー5 Short Circuit 2 | ケネス・ジョンソン           | フィッシャー・スティーブンス、マイケル・マッキーン、シンシア・ギブ         | アメリカ合衆国の旗                |                      |
| ゼイリブ They Live                                       | ジョン・カーペンター         | ロディ・パイパー、キース・デイヴィッド、メグ・フォスター                   | アメリカ合衆国の旗                |                      |
| 鉄男 Tetsuo: The Iron Man                                | 塚本晋也                     | 田口トモロヲ、藤原京、石橋蓮司、塚本晋也                                   | 日本の旗                          |                      |
| 宇宙異獣体トランザリアン Transformations                 | ジェイ・カーメン             | レックス・スミス、リサ・ラングロワ、パトリック・マッキーン                 | アメリカ合衆国の旗                |                      |

### 1989年
| 邦題 原題                                                            | 監督                                   | キャスト                                                                                       | 制作国                                  | サブジャンル・備考                                                 |
| -------------------------------------------------------------------- | -------------------------------------- | ---------------------------------------------------------------------------------------------- | --------------------------------------- | ------------------------------------------------------------------ |
| アリーナ Arena                                                       | ピーター・マヌージアン                 | クローディア・クリスチャン、ポール・サターフィールド、マーク・アライモ                         | イタリアの旗                            |                                                                    |
| アビス The Abyss                                                     | ジェームズ・キャメロン                 | エド・ハリス、メアリー・エリザベス・マストラントニオ、マイケル・ビーン                         | アメリカ合衆国の旗                      | アカデミー視覚効果賞受賞。                                         |
| バック・トゥ・ザ・フューチャー PART2 Back to the Future Part II      | ロバート・ゼメキス                     | マイケル・J・フォックス、クリストファー・ロイド、リー･トンプソン                               | アメリカ合衆国の旗                      |                                                                    |
| ビルとテッドの大冒険 Bill & Ted's Excellent Adventure                | スティーヴン・ヘレク                   | キアヌ・リーブス、アレックス・ウィンター、ジョージ・カーリン                                   | アメリカ合衆国の旗                      |                                                                    |
| サルート・オブ・ザ・ジャガー The Blood of Heroes                     | デヴィッド・ピープルズ                 | ルトガー・ハウアー, ジョアン・チェン                                                           | オーストラリアの旗 · アメリカ合衆国の旗 | [ 2 ] [ 3 ]                                                        |
| バンカー・パレス・ホテル Bunker Palace Hôtel                         | エンキ・ビラル                         | ジャン＝ルイ・トランティニャン、キャロル・ブーケ、ブノワ・レジャン                             | フランスの旗                            |                                                                    |
| コミュニオン/遭遇 Communion                                          | フィリップ・モラ                       | クリストファー・ウォーケン、リンゼイ・クローズ、ジョエル・カールソン                           | アメリカ合衆国の旗                      |                                                                    |
| サイボーグ Cyborg                                                    | アルバート・ピュン                     | ジャン＝クロード・ヴァン・ダム、デボラ・リッチャー                                             | アメリカ合衆国の旗                      |                                                                    |
| ザ・デプス Deepstar Six                                              | ショーン・S・カニンガム                | グレッグ・エヴィガン、ナンシー・エヴァーハード、ミゲル・フェラー                               | アメリカ合衆国の旗                      |                                                                    |
| ゴーストバスターズ2 Ghostbusters II                                  | アイヴァン・ライトマン                 | ビル・マーレイ、ダン・エイクロイド、ハロルド・ライミス、シガニー・ウィーバー、リック・モラニス | アメリカ合衆国の旗                      |                                                                    |
| ゴジラvsビオランテ                                                   | 大森一樹                               | 三田村邦彦、田中好子                                                                           | 日本の旗                                |                                                                    |
| ミクロキッズ Honey, I Shrunk the Kids                                | ジョー・ジョンストン                   | リック・モラニス、マット・フリューワー、マーシャ・ストラスマン                                 | アメリカ合衆国の旗                      |                                                                    |
| スペースファミリー/ジェットソンズ Jetsons: The Movie                 | ジョセフ・バーベラ、ウィリアム・ハンナ | （声）ジョージ・オハンロン、メル・ブランク、ペニー・シングルトン                               | アメリカ合衆国の旗                      | アニメ映画                                                         |
| リバイアサン Leviathan                                               | ジョージ・P・コスマトス                | ピーター・ウェラー、リチャード・クレンナ、アマンダ・ペイズ                                     | イタリアの旗 · アメリカ合衆国の旗       |                                                                    |
| マンタ Lords of the Deep                                             | メアリー・アン・フィッシャー           | ブラッドフォード・ディルマン、プリシラ・バーンズ、メロディ・ライアン                           | アメリカ合衆国の旗                      |                                                                    |
| ライフ・オン・ジ・エッジ en:Meet the Hollowheads                     | トム・バーマン                         | ジョン・グローヴァー, ジュリエット・ルイス                                                     | アメリカ合衆国の旗                      | [ 4 ] [ 5 ]                                                        |
| ミレニアム/1000年紀 Millennium                                       | マイケル・アンダーソン                 | クリス・クリストファーソン、シェリル・ラッド                                                   | アメリカ合衆国の旗                      |                                                                    |
| ムーン・トラップ Moontrap                                            | ロバート・ダイク                       | ウォルター・コーニッグ、ブルース・キャンベル、リー・ロンバルディ                               | アメリカ合衆国の旗                      |                                                                    |
| 機動警察パトレイバー the Movie                                       | 押井守                                 |                                                                                                | 日本の旗                                | アニメ映画                                                         |
| 怪人スワンプ・シング The Return of Swamp Thing                       | ジム・ウィノースキー                   | ルイ・ジュールダン、 ヘザー・ロックリア、サラ・ダグラス                                        | アメリカ合衆国の旗                      |                                                                    |
| 風の惑星/スリップストリーム Slipstream                               | スティーブン・リズバーガー             | マーク・ハミル、ボブ・ペック、ビル・パックス                                                   | イギリスの旗 · アメリカ合衆国の旗       |                                                                    |
| スポンティニアス・コンバッション/人体自然発火 Spontaneous Combustion | トビー・フーパー                       | ブラッド・ドゥーリフ                                                                           | アメリカ合衆国の旗                      |                                                                    |
| スタートレックV 新たなる未知へ Star Trek V: The Final Frontier       | ウィリアム・シャトナー                 | ウィリアム・シャトナー、レナード・ニモイ、デフォレスト・ケリー                                 | アメリカ合衆国の旗                      | ゴールデンラズベリー賞最低作品賞、最低主演男優賞、最低監督賞受賞。 |
| テラー・ウイズイン The Terror Within                                 | ティエリー・ノッツ                     | ジョージ・ケネディ、アンドリュー・スティーヴンス、スター・アンドレフ                           | アメリカ合衆国の旗                      |                                                                    |
| ヴイナス戦記                                                         | 安彦良和                               |                                                                                                | 日本の旗                                | アニメ映画                                                         |

## 参照
- Carol Schwartx, Michelle Banks et al (1997). Video Hound's Sci-Fi Experience. Detroit, MI: Visible Ink Press. ISBN 0-7876-0615-4